# つくばマラソン
つくばマラソンは、茨城県つくば市で毎年11月下旬の日曜日に開催されるマラソン大会である。フルマラソン（42.195km）と10kmの2種目を実施している。フルマラソンと10kmのコースは、ともに日本陸上競技連盟公認コースである。

## 概要

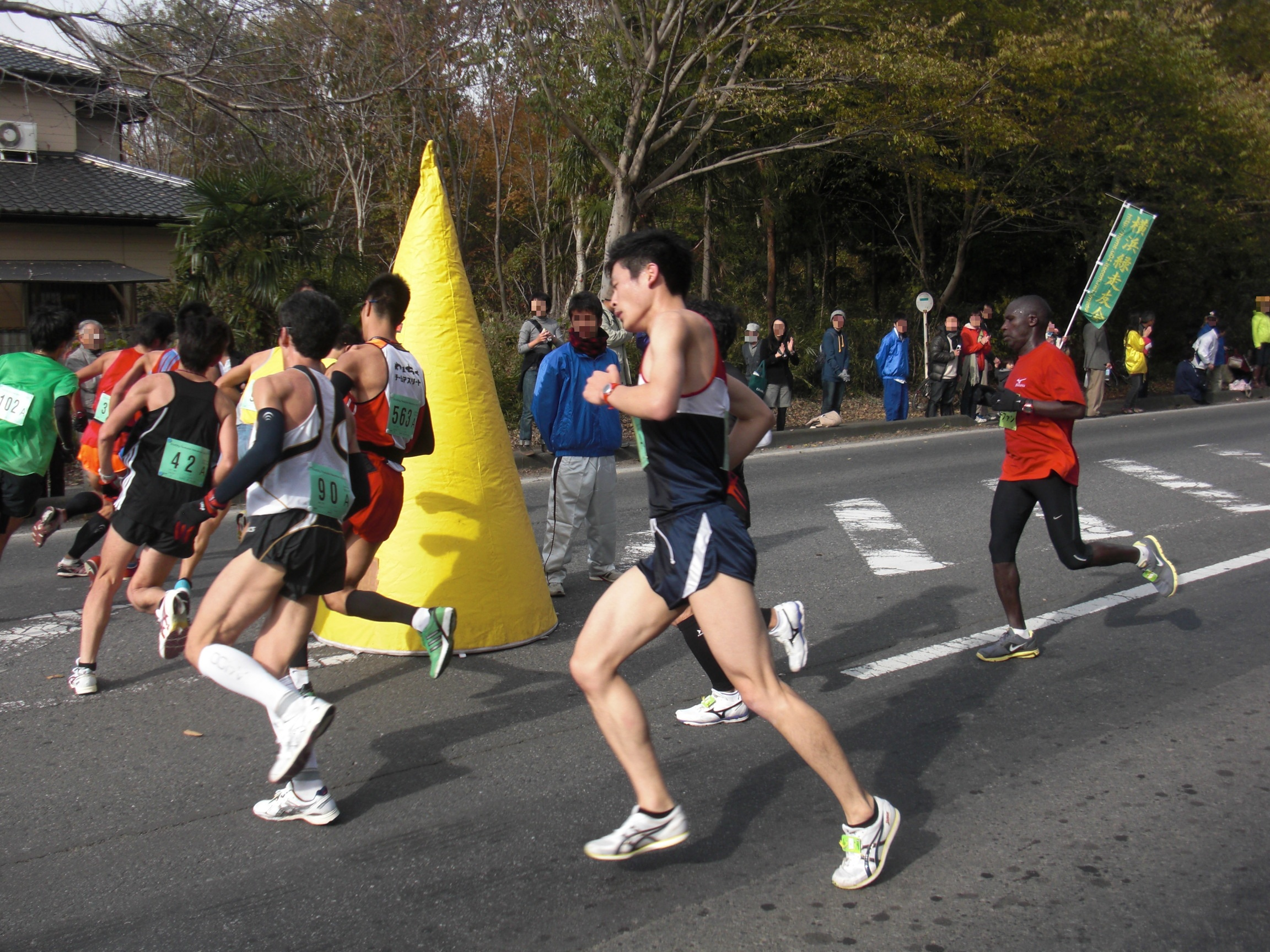
第31回大会の折り返し地点

コースの高低差が少ない（10m前後）のが特徴で、自己記録を出しやすく、マラソン初心者の参加も多い。
1981年（昭和56年）に筑波学園マラソン大会として始まった。2009年（平成21年）から2011年（平成23年）の正式名称はエコシティー第n回つくばマラソン（nは自然数）。「科学のまちを走ろう」をテーマとして始まり、2017年（平成29年）現在は「マラソンを科学する」を掲げている。フルマラソンの制限時間は6時間、10kmの制限時間は75分である。沿道には民家が少なく、応援の人も少ない。

### 主催・後援・協賛
主催者はつくば市・筑波大学・茨城陸上競技協会・読売新聞社であり、茨城県・茨城県教育委員会・土浦市・茨城県体育協会・報知新聞社の後援を得ている。スポーツ用品メーカー・スポーツドリンクメーカー・地元企業等が協賛している。

### 出場申し込み
申し込み方法は、アーリーエントリー・通常エントリー・レイトエントリーの3種類が用意されている。
アーリーエントリー
つくば市民を対象とした申し込み。
通常エントリー
一般の申し込み。RUNNET（インターネットのみ）とスポーツエントリー（インターネット・電話・ファックス）で受け付けている。先着順であり、第30回（2010年）はフルマラソンが受け付け開始から2日間で、10kmは4日間で締め切られた。第37回（2017年）は受け付け開始から90分で定員を充足した。
レイトエントリー
欠員補充として行われる。RUNNETのみ受け付ける。

### ボランティア

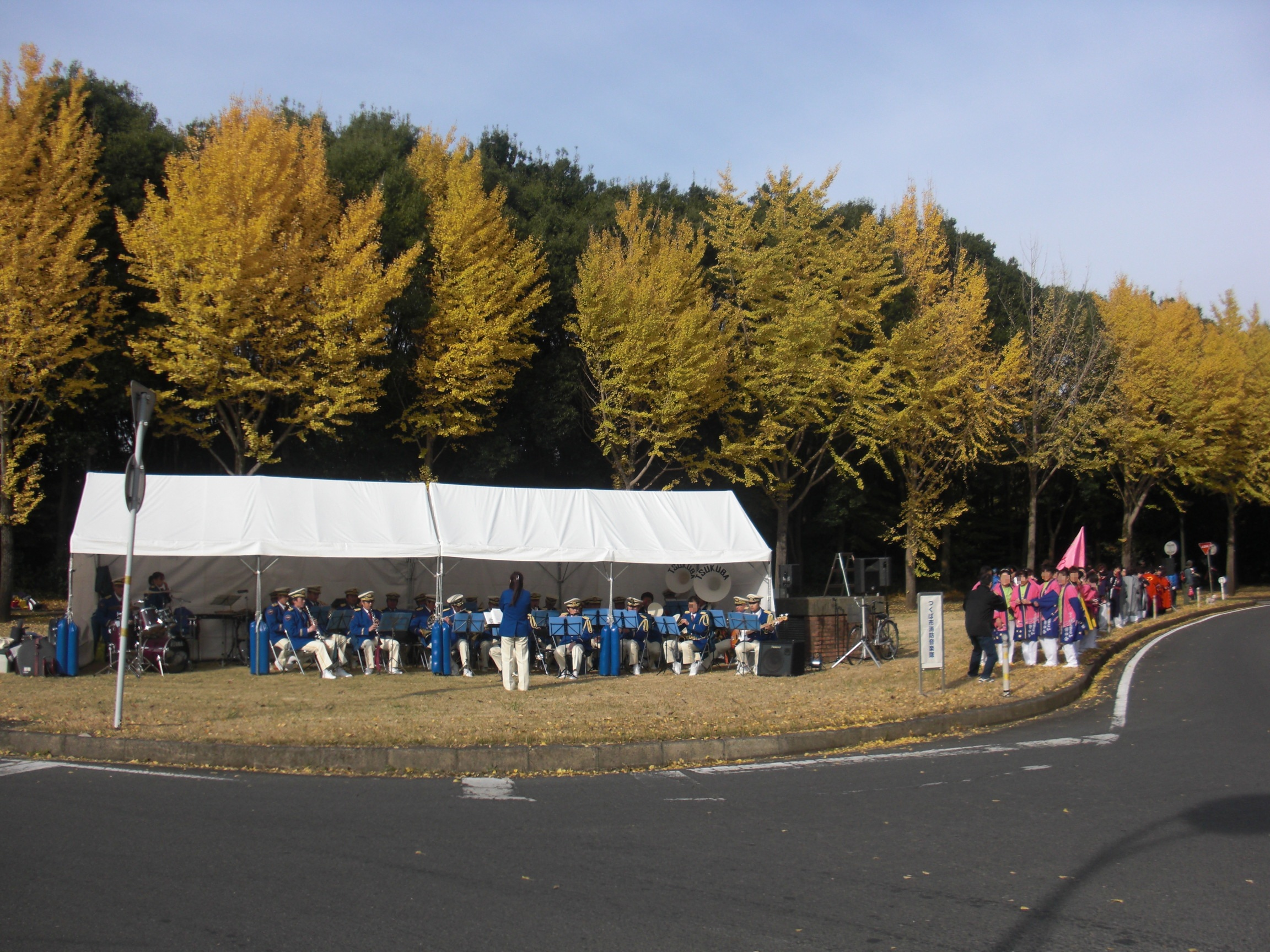
つくば市消防音楽隊（左）と応援の人々

多くのボランティアが活動している。読売新聞の各回の報道によれば、毎年400 - 450人程度の市民や企業の関係者が受付・給水・救護などのボランティア活動を行っている。第26回（2006年）大会では例年より多く約800人が参加した。
このほか、NPO法人ジャパン・アスレチック・トレーナーズ協会がマッサージを提供したり、国士舘大学の学生による「モバイルAED隊」（自転車でコースを巡回して救護活動）、スタート地点でのつくば市消防音楽隊などによる演奏、地元サークルによるチアリーダーのパフォーマンスなどが行われている。

### カーボンオフセット
第29回（2009年）より第31回（2011年）まで「エコシティー」という冠称を付けていたつくばマラソンはカーボンオフセット料金を出場費に上乗せして徴収している。第28回（2008年）は排出権の購入、第29回（2009年）以降は、つくば市とカーボン・オフセットによる環境連携協定を締結した茨城県久慈郡大子町にある「つくばの森」の整備費用に充てられている。第33回（2013年）は出場費から1人当たり100円、総額約164万円を大子町の森林整備費および筑波山の間伐費補助に充当した。

### 前日イベント
例年「つくばマラソン祭り」と称するイベントをつくばマラソンの前日にイーアスつくばで開催している。第38回（2018年）は、山本ゆうじの司会進行で、ゲストランナーの柏原竜二とサイラス・ジュイ、筑波大学体育系教授の鍋倉賢治によるトークショーが行われた。

### 放送
つくばコミュニティ放送（ラヂオつくば）が第29回（2009年）大会から生中継を行っている。第29回大会の放送では、ラヂオつくばの職員だけでは人手が足りなかったため日常的に情報交換を行っている「市民レポーター」が交通情報を提供するなどして活躍した。
また第30回（2010年）からUstreamを使った生中継が行われた。

## コース

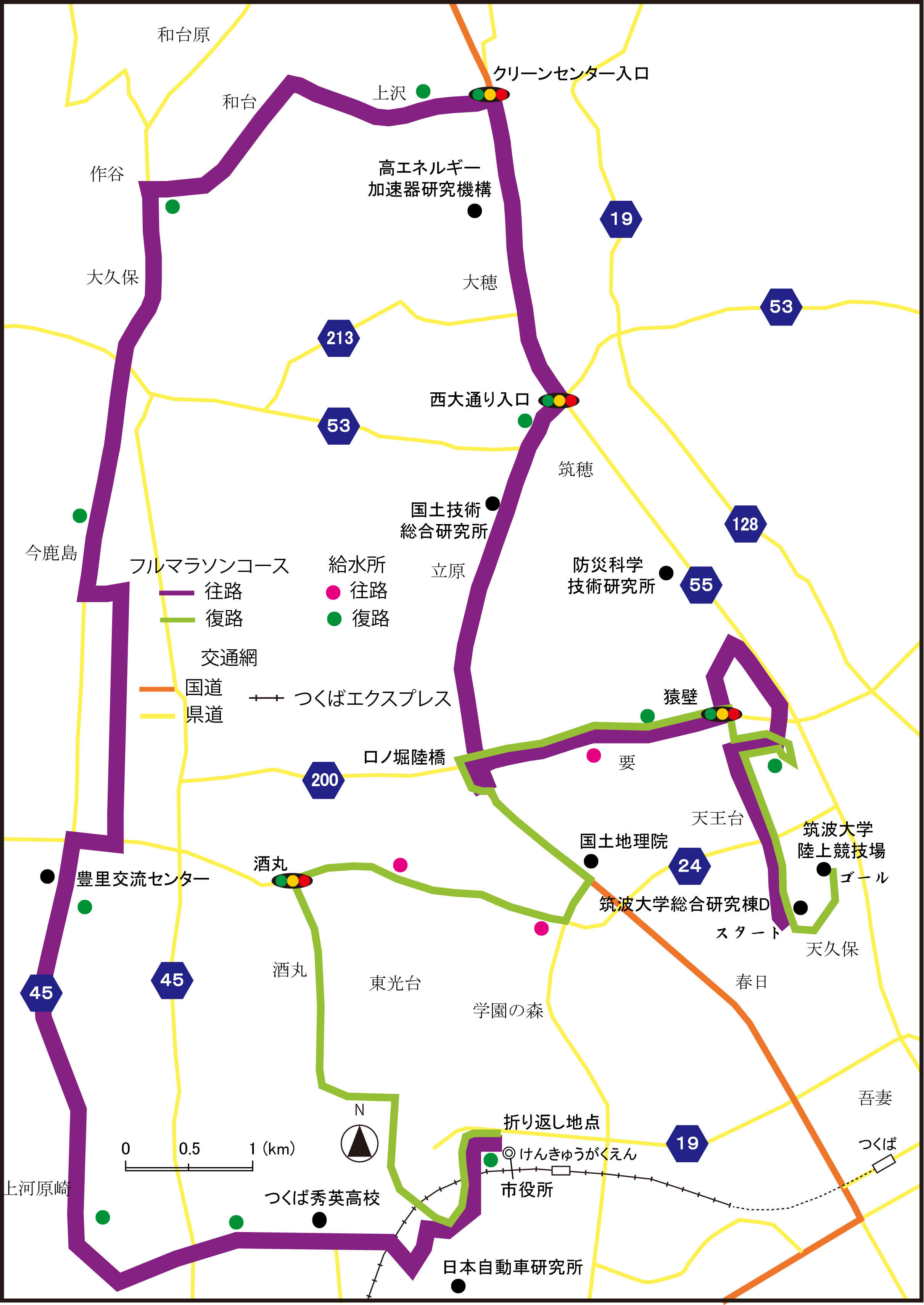
フルマラソンのコース図（2019年・第39回大会）

コースはこれまでに交通事情の変化等によって何度か変更されているが、第5回（1985年）以降、筑波大学筑波キャンパス内がスタートおよびゴールとなるのは共通している。以下に示すコースは第38回（2018年）のコースである。公式サイトで最新のコース確認ができる。
フルマラソン
筑波大学総合研究棟D前⇒筑波大学構内道路⇒筑波大学アイソトープ環境動態研究センター環境動態予測部門⇒県道200号⇒口ノ堀陸橋⇒学園西大通り⇒クリーンセンター入口交差点⇒筑波北部工業団地⇒つくばテクノパーク大穂⇒県道45号⇒豊里交流センター⇒県道45号⇒下河原崎東交差点⇒県道123号⇒面野井陸橋東交差点⇒ポンプ場前⇒面野井台交差点⇒（研究学園西交差点で折り返し）⇒面野井台交差点⇒インテル筑波本社⇒酒丸交差点⇒県道24号⇒学園の森交差点⇒国土地理院⇒学園西大通り⇒口ノ堀陸橋⇒県道200号⇒筑波大学アイソトープ環境動態研究センター環境動態予測部門⇒筑波大学構内道路⇒筑波大学陸上競技場
10km
筑波大学総合研究棟D前⇒筑波大学構内道路⇒筑波大学アイソトープ環境動態研究センター環境動態予測部門⇒県道200号⇒（要地区で折り返し）⇒県道200号⇒筑波大学アイソトープ環境動態研究センター環境動態予測部門⇒筑波大学構内道路⇒筑波大学陸上競技場

### 関門・給水所
関門は18km・31kmの2地点に設置されており、31kmの関門は14時（スタートから4時間30分）に閉鎖される。また、最終ランナーの通過を待たず交通規制が解除となる区間があり、以降のレースは歩道を走り、交通信号に従う必要がある。
給水所はおおむね2.5km間隔で14か所設置されている。水以外にBCAA（分岐鎖アミノ酸）、アンパン、バナナ、梅干しさらには汁粉を用意している給水所もある。汁粉は協賛企業のカスミが提供しているが、これはつくばマラソンに参加した同社の社員の多くが「温かくて甘い飲み物がほしい」と発言していたことから提供されるようになったという。第25回（2005年）には6 - 7千人分が用意された。ただし第35回（2015年）には汁粉は提供されなかった。

## 歴史
1981年（昭和56年）3月1日に筑波学園マラソン大会という名で筑波研究学園都市関係6町村（桜村・谷田部町・豊里町・大穂町・筑波町・茎崎町）と読売新聞社の主催で開催されたのが始まりである。この大会には約2,600人が出場し、30km（一般のみ）・10km（一般の部、高校の部）・5km（一般、高校、中学の部）が実施され、そのうち30kmと10kmは日本陸上競技連盟の公認コースであった。第2回（1982年）大会は1,779人が出場したが、うち約200人が事前申し込みをしていない飛び入り参加者だったと当時の「読売新聞」が報じている。同紙の記事によれば、飛び入りランナーの大半は申し込み漏れの人だったが、中には応援をしているうちに走りたくなった人や、30kmで集団についていけなくなり、急きょ10kmに再出場した人もいたという。
第4回（1984年）のみ筑波学園ロードレースに改称しているが、第5回（1985年）には筑波学園マラソン大会に戻っている。第5回大会は国際科学技術博覧会記念として30kmを廃止し、フルマラソンが導入された。この回には国際博覧会協会の職員や各パビリオンのコンパニオンもレースに出場し、注目を浴びた。第7回（1987年）には、特別にフルマラソンに関東学連選抜部門が設けられ、男女とも筑波大学の選手が優勝した。10kmが実施されなかったのはこの年のみである。
第8回（1988年）より、現在と同じ種目・同じ名称「つくばマラソン」になった。ただしこの回の開催日は4月29日で、11月開催となったのは第9回（1989年）からである。第10回（1990年）のつくばマラソンの模様を報じた「市報つくば」には「市民マラソンとしてすっかり定着」と記載されている。この回の出場者は5,694人だった。
1992年（平成4年）には筑波大学で、つくばマラソン参加を目標とした新科目「つくばマラソン」が誕生し、第12回（1994年）大会には受講生50人がフルマラソンや10kmに挑戦した。第14回 - 第19回大会では、フルマラソンの上位入賞者をベルギーで開かれるマラソン大会に派遣していた。派遣先は以下の通りである。
- 第14回（1994年）：ブリュッセルマラソン[39]
- 第15回（1995年） - 第18回（1998年）：アントワープマラソン[40]
- 第19回（1999年）：アントワープ10マイルレース[41]

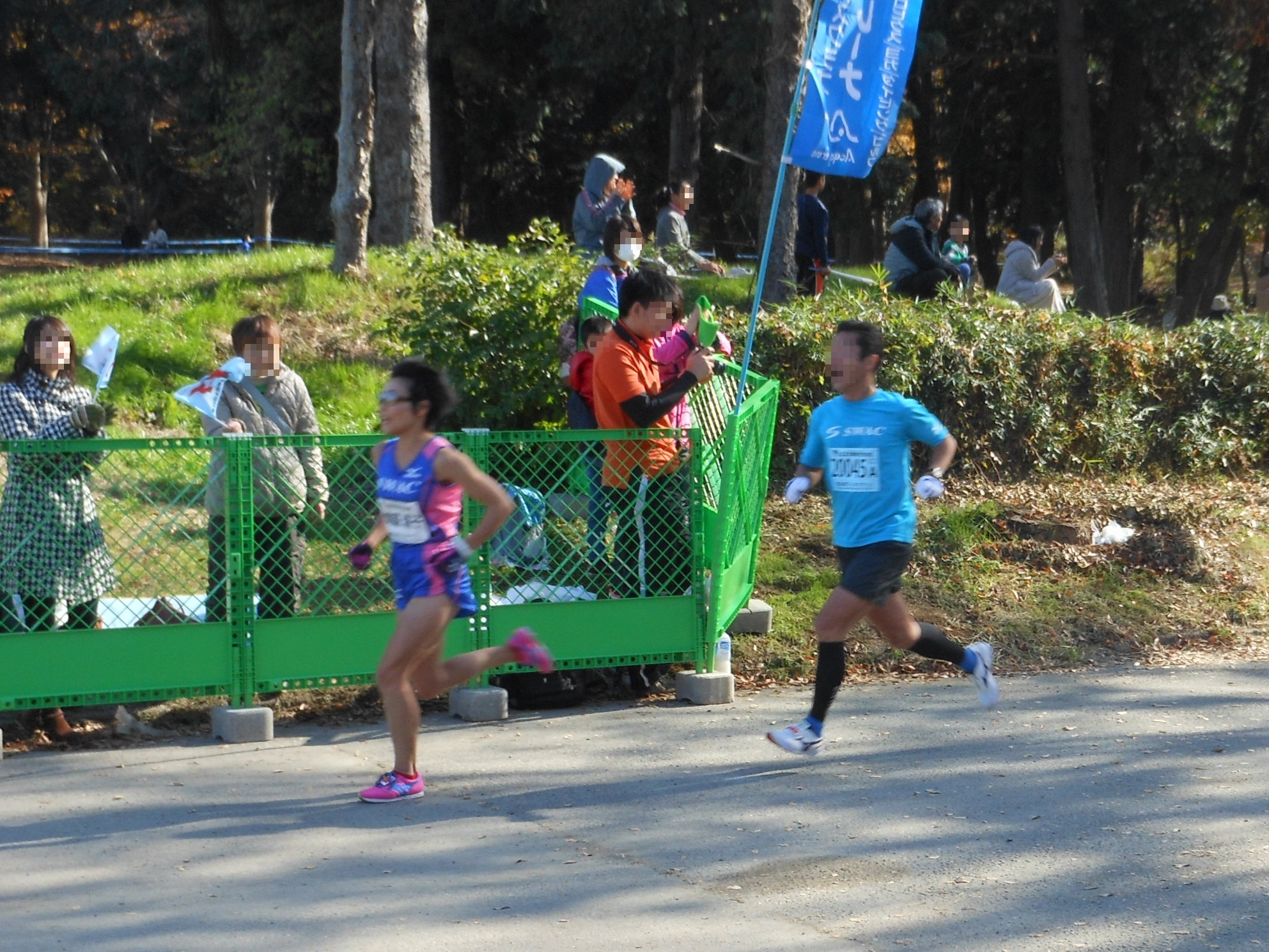
第33回（2013年）の10kmの部のゴール付近でラストスパートをかける嶋原清子（左側）

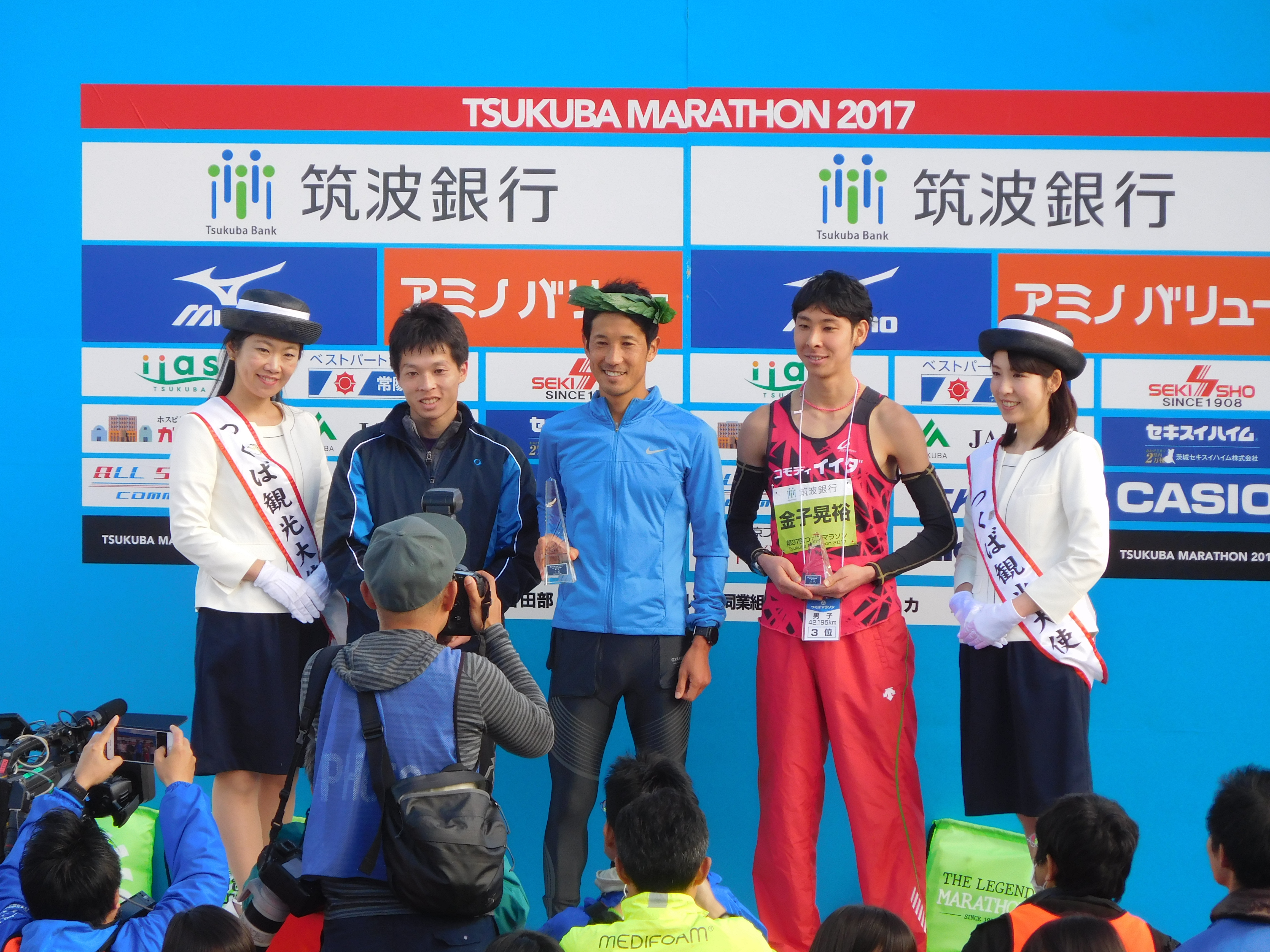
第37回（2017年）のフルマラソン男子表彰式の様子（中央の人物が優勝した藤原新）

第31回（2011年）大会には、全国のマラソン大会で医療活動を行っている「日本医師ジョガーズ連盟」のメンバー10名が出場、ばてたり怪我をした人に対して声掛けなどを行った。また、この回にはつくばマラソン10kmの部で優勝経験があり、大会当日に誕生日を迎えた真也加ステファンがゲストランナーとして出場した。第32回（2012年）大会では、「つくば市制25周年記念」を冠称し、前年の東日本大震災や同年に市内北条などを襲った竜巻の復興支援義援金として出場者のエントリー費用から100円を充当した。またこの大会では1人3,000円を義援金として提供するチャリティーランナー枠（1,000人）が設けられ、つくば市農業協同組合は北条米の特別パッケージを100個販売し、完売した。
第33回（2013年）は、ゲストランナーとして俳優の石原良純がフルマラソンに出場、東京箱根間往復大学駅伝競走出場経験者や「ママさんランナー」の優勝といった話題があった。第35回（2015年）には混雑対策として、フルマラソンの出場者を記録順に3つのグループに分ける「ウェーブスタート」を試行した。第37回（2017年）は、つくば市制30周年記念として開催され、特定非営利活動法人イマジンがアシストを使った精神援助法を提供した。第39回（2019年）は雨天の中、ゲストランナーの五十嵐真悟が、男子フルマラソンで23年ぶりとなる大会新記録を樹立して優勝した。五十嵐は城西大学駅伝部のコーチを務める傍らマラソンランナーとしても現役で、大会新記録を狙って出場し、狙い通り記録を更新した。

### 各回の開催種目
○は開催、×は開催せず、○の下の文字は部門（特に明記しない限り、男女それぞれ存在）
| 回    | 開催年          | フルマラソン     | 30km | 10km         | 5km                                              |
| ----- | --------------- | ---------------- | ---- | ------------ | ------------------------------------------------ |
| 1     | 1981年          | ×                | ○    | ○ 一般・高校 | ○ 一般・高校・中学                               |
| 2 - 3 | 1982年 - 1983年 | ×                | ○    | ○ 一般・高校 | ○ 中学                                           |
| 4     | 1984年          | ×                | ○    | ○ 一般・高校 | ○ 中学・男子50歳以上・男子60歳以上・女子40歳以上 |
| 5 - 6 | 1985年 - 1986年 | ○                | ×    | ○ 一般・高校 | ○ 中学・男子50歳以上・女子40歳以上               |
| 7     | 1987年          | ○ 一般・学連選抜 | ×    | ×            | ○ 中学                                           |
| 8以降 | 1988年 -        | ○                | ×    | ○            | ×                                                |

### 各回の出場者数
最多出場者数は■赤色、最小出場者数は■青色で示した。
| 第1回（1981年）  | 第2回（1982年）  | 第3回（1983年）  | 第4回（1984年）  | 第5回（1985年）  | 第6回（1986年）  | 第7回（1987年）  | 第8回（1988年）  | 第9回（1989年）  | 第10回（1990年） |
| ---------------- | ---------------- | ---------------- | ---------------- | ---------------- | ---------------- | ---------------- | ---------------- | ---------------- | ---------------- |
| 約2,600          | 1,779            | 2,349            | 3,210            | 約5,000          | 6,543            | 約3,300          | 約5,300          | 約5,000          | 5,414            |
| 第11回（1991年） | 第12回（1992年） | 第13回（1993年） | 第14回（1994年） | 第15回（1995年） | 第16回（1996年） | 第17回（1997年） | 第18回（1998年） | 第19回（1999年） | 第20回（2000年） |
| 6,816            | 8,716            | 8,286            | ????             | 9,920            | ????             | 9,612            | 9,740            | 6,734            | 6,772            |
| 第21回（2001年） | 第22回（2002年） | 第23回（2003年） | 第24回（2004年） | 第25回（2005年） | 第26回（2006年） | 第27回（2007年） | 第28回（2008年） | 第29回（2009年） | 第30回（2010年） |
| 5,869            | 8,861            | 7,268            | 9,308            | 11,019           | 11,268           | 13,308           | 13,705           | 13,203           | 14,869           |
| 第31回（2011年） | 第32回（2012年） | 第33回（2013年） | 第34回（2014年） | 第35回（2015年） | 第36回（2016年） | 第37回（2017年） | 第38回（2018年） | 第39回（2019年） | 第40回（2020年） |
| 13,592           | 14,144           | 14,005           | 13,763           | 15,728           | 15,426           | 15,058           | 15,355           | 14,362           |                  |

## 歴代優勝者
各回の優勝者とその記録を記載する。初期には学齢・年齢別に優勝者が発表されていたが、ここでは一般の部の優勝者を扱い、一般の部以外の優勝者の記録の方がよい場合は併記する。大会記録は■赤色で示した。歴代記録については公式サイト（歴代記録|つくばマラソン）を参照。

### フルマラソン男子
| 回    | 日付            | 氏名                                         | 所属                                         | 記録                                         | 備考                                         |
| ----- | --------------- | -------------------------------------------- | -------------------------------------------- | -------------------------------------------- | -------------------------------------------- |
| 1 - 4 | 1981年 - 1984年 | 実施せず                                     | 実施せず                                     | 実施せず                                     | 実施せず                                     |
| 5     | 1985年2月3日    | 鈴木幸夫                                     | 日立電線                                     | 2時間20分58秒                                |                                              |
| 6     | 1986年3月16日   | 高見健二                                     | 小西六                                       | 2時間23分07秒                                |                                              |
| 7     | 1987年2月1日    | 三瓶清二                                     | 城北ク                                       | 2時間27分15秒                                | 一般の部                                     |
| 7     | 1987年2月1日    | 山口渉                                       | 筑波大                                       | 2時間25分49秒                                | 関東学連選抜                                 |
| 8     | 1988年4月29日   | 越智房樹                                     | 埼玉不動岡ク                                 | 2時間21分57秒                                | 箱根駅伝優勝メンバー                         |
| 9     | 1989年11月26日  | 中島進                                       | 北の丸AC                                     | 2時間27分16秒                                |                                              |
| 10    | 1990年11月25日  | 福田誠                                       | ダイエー                                     | 2時間17分23秒                                |                                              |
| 11    | 1991年11月24日  | ニコデマス・オンゲリ                         | ケニア                                       | 2時間23分35秒                                |                                              |
| 12    | 1992年11月29日  | 宇留野貢一                                   | 日立電線                                     | 2時間29分29秒                                |                                              |
| 13    | 1993年11月28日  | 今村智浩                                     | 比婆陸協                                     | 2時間20分09秒                                |                                              |
| 14    | 1994年11月27日  | 山口賢                                       | 積水化学                                     | 2時間18分19秒                                |                                              |
| 15    | 1995年11月26日  | 橋本康                                       | 神戸製鋼                                     | 2時間19分43秒                                |                                              |
| 16    | 1996年11月24日  | 安養寺俊隆                                   | 資生堂                                       | 2時間16分48秒                                |                                              |
| 17    | 1997年11月30日  | 松原肇                                       | 愛三工業                                     | 2時間17分49秒                                |                                              |
| 18    | 1998年11月29日  | 根本秀明                                     | 小森コーポレーション                         | 2時間19分13秒                                |                                              |
| 19    | 1999年11月28日  | 沢木卯厚志                                   | 雪印                                         | 2時間22分43秒                                |                                              |
| 20    | 2000年11月27日  | 奥谷亘                                       | 富士重工                                     | 2時間18分41秒                                |                                              |
| 21    | 2001年11月25日  | 大宮宙憲                                     | 愛三工業                                     | 2時間18分38秒                                |                                              |
| 22    | 2002年11月24日  | 高橋秀樹                                     | 愛三工業                                     | 2時間17分52秒                                |                                              |
| 23    | 2003年11月30日  | 平沢直樹                                     | 獨協大OB                                     | 2時間27分16秒                                |                                              |
| 24    | 2004年11月28日  | 足立康光                                     | 招待選手                                     | 2時間19分47秒                                |                                              |
| 25    | 2005年11月27日  | 押切章宏                                     | 愛三工業                                     | 2時間17分36秒                                |                                              |
| 26    | 2006年11月26日  | 阿部慎一                                     | 立教大                                       | 2時間25分41秒                                |                                              |
| 27    | 2007年11月25日  | 高橋雅一                                     | 東京陸協                                     | 2時間25分01秒                                |                                              |
| 28    | 2008年11月30日  | 平沢直樹                                     | 海外養蜂                                     | 2時間24分09秒                                |                                              |
| 29    | 2009年11月22日  | 高橋雅一                                     | 足立区                                       | 2時間22分15秒                                |                                              |
| 30    | 2010年11月28日  | 高橋雅一                                     | 足立区                                       | 2時間25分41秒                                |                                              |
| 31    | 2011年11月27日  | 立川幸太                                     | 藤倉化成                                     | 2時間23分04秒                                |                                              |
| 32    | 2012年11月25日  | 高橋雅一                                     | 東京陸協                                     | 2時間26分01秒                                | 筑波大学職員                                 |
| 33    | 2013年11月24日  | 松本昂大                                     | pumaクラブ                                   | 2時間22分40秒                                | 箱根駅伝経験者                               |
| 34    | 2014年11月23日  | 坂本貴亮                                     | エアラン東京                                 | 2時間30分14秒                                |                                              |
| 35    | 2015年11月22日  | 浜崎武雅                                     | 甲斐市陸協                                   | 2時間23分57秒                                | 箱根駅伝経験者                               |
| 36    | 2016年11月20日  | 塩川雄也                                     | SUBARU                                       | 2時間18分39秒                                | ゲストランナー                               |
| 37    | 2017年11月26日  | 藤原新                                       | ゲストランナー                               | 2時間18分8秒                                 | ロンドン五輪日本代表                         |
| 38    | 2018年11月25日  | 黒田雄紀                                     | コモディイイダ                               | 2時間18分13秒                                | 招待選手                                     |
| 39    | 2019年11月24日  | 五十嵐真悟                                   | 城西大駅伝部コーチ                           | 2時間14分19秒                                | ゲストランナー                               |
| 40    | 2020年          | 新型コロナウイルス感染症の影響により実施せず | 新型コロナウイルス感染症の影響により実施せず | 新型コロナウイルス感染症の影響により実施せず | 新型コロナウイルス感染症の影響により実施せず |
| 41    | 2021年          | 新型コロナウイルス感染症の影響により実施せず | 新型コロナウイルス感染症の影響により実施せず | 新型コロナウイルス感染症の影響により実施せず | 新型コロナウイルス感染症の影響により実施せず |
| 42    | 2022年11月13日  | 佐々木海                                     | 一橋大学大学院                               | 2時間26分27秒                                |                                              |
| 43    | 2023年11月26日  | 金子晃裕                                     | コモディイイダ                               | 2時間14分53秒                                |                                              |

### フルマラソン女子
| 回    | 日付            | 氏名                                         | 所属                                         | 記録                                         | 備考                                         |
| ----- | --------------- | -------------------------------------------- | -------------------------------------------- | -------------------------------------------- | -------------------------------------------- |
| 1 - 4 | 1981年 - 1984年 | 実施せず                                     | 実施せず                                     | 実施せず                                     | 実施せず                                     |
| 5     | 1985年2月3日    | 竹内智子                                     | 筑波大                                       | 2時間59分46秒                                |                                              |
| 6     | 1986年3月16日   | 黒沢正江                                     | 岡部工務店                                   | 3時間02分27秒                                |                                              |
| 7     | 1987年2月1日    | 松沢素子                                     | 青木AC                                       | 3時間06分12秒                                | 一般の部                                     |
| 7     | 1987年2月1日    | 倉橋尚巳                                     | 筑波大                                       | 2時間49分47秒                                | 関東学連選抜                                 |
| 8     | 1988年4月29日   | 佐藤有紀                                     | タカノフーズ                                 | 2時間54分36秒                                |                                              |
| 9     | 1989年11月26日  | 奥積直子                                     | 青木AC                                       | 2時間53分39秒                                |                                              |
| 10    | 1990年11月25日  | フローレンス・ワンゲチ                       | ケニア                                       | 2時間51分00秒                                |                                              |
| 11    | 1991年11月24日  | 実岡直美                                     | 武田薬品工業                                 | 3時間01分12秒                                |                                              |
| 12    | 1992年11月29日  | 大西まり子                                   | 東大                                         | 2時間56分39秒                                |                                              |
| 13    | 1993年11月28日  | エレーナ・ツフロ                             | ベラルーシ                                   | 2時間52分00秒                                |                                              |
| 14    | 1994年11月27日  | 宗岡雅子                                     | 日揮情報システム                             | 2時間59分00秒                                |                                              |
| 15    | 1995年11月26日  | 恒岡香                                       | 石川陸協                                     | 2時間36分53秒                                |                                              |
| 16    | 1996年11月24日  | 杉浦文子                                     | 雪印乳業                                     | 2時間53分39秒                                |                                              |
| 17    | 1997年11月30日  | 川守田礼子                                   | 富山ゴールドウィン                           | 2時間41分09秒                                |                                              |
| 18    | 1998年11月29日  | 庭田清美                                     | シャクリー・FILA・GT                         | 2時間51分26秒                                |                                              |
| 19    | 1999年11月28日  | 中坂仁美                                     | 茨城陸協                                     | 2時間54分57秒                                |                                              |
| 20    | 2000年11月27日  | 我妻保子                                     | 日立佐和                                     | 2時間53分23秒                                |                                              |
| 21    | 2001年11月25日  | 小島明日香                                   | 葛西ランナーズ                               | 2時間49分45秒                                |                                              |
| 22    | 2002年11月24日  | 翔ひろ子                                     | 中国料理正源                                 | 2時間50分33秒                                |                                              |
| 23    | 2003年11月30日  | 関口水美                                     | 筑波大同好会                                 | 2時間52分13秒                                |                                              |
| 24    | 2004年11月28日  | 翔ひろ子                                     | 佐倉市陸協                                   | 2時間47分27秒                                |                                              |
| 25    | 2005年11月27日  | 翔ひろ子                                     | 佐倉市陸協                                   | 2時間42分11秒                                |                                              |
| 26    | 2006年11月26日  | 翔ひろ子                                     | 佐倉市陸協                                   | 2時間43分25秒                                |                                              |
| 27    | 2007年11月25日  | 翔ひろ子                                     | 佐倉市陸協                                   | 2時間42分21秒                                |                                              |
| 28    | 2008年11月30日  | 水谷理紗                                     | 筑波大医学                                   | 2時間46分40秒                                |                                              |
| 29    | 2009年11月22日  | 水谷理紗                                     | つくば市                                     | 2時間43分14秒                                |                                              |
| 30    | 2010年11月28日  | 加瀬沢好美                                   | 秦野市                                       | 2時間49分42秒                                |                                              |
| 31    | 2011年11月27日  | 星野芳美                                     | eA静岡                                       | 2時間43分52秒                                |                                              |
| 32    | 2012年11月25日  | 前田さやか                                   | セカンドウィンドAC                           | 2時間42分27秒                                | ゲストランナー                               |
| 33    | 2013年11月24日  | 野田春香                                     | アートスポーツ                               | 2時間48分14秒                                |                                              |
| 34    | 2014年11月23日  | 松本恭子                                     | 千葉陸協                                     | 2時間52分19秒                                |                                              |
| 35    | 2015年11月22日  | 俵千香                                       | 北九州市                                     | 2時間39分52秒                                |                                              |
| 36    | 2016年11月20日  | 里中志帆                                     | クラブR2                                     | 2時間44分27秒                                |                                              |
| 37    | 2017年11月26日  | 松本恭子                                     | 船橋市                                       | 2時間49分05秒                                |                                              |
| 38    | 2018年11月25日  | 松本恭子                                     | 船橋市                                       | 2時間43分42秒                                | 連覇、通算3度目                              |
| 39    | 2019年11月24日  | 俵千香                                       | TEAMR×L                                      | 2時間46分33秒                                |                                              |
| 40    | 2020年          | 新型コロナウイルス感染症の影響により実施せず | 新型コロナウイルス感染症の影響により実施せず | 新型コロナウイルス感染症の影響により実施せず | 新型コロナウイルス感染症の影響により実施せず |
| 41    | 2021年          | 新型コロナウイルス感染症の影響により実施せず | 新型コロナウイルス感染症の影響により実施せず | 新型コロナウイルス感染症の影響により実施せず | 新型コロナウイルス感染症の影響により実施せず |
| 42    | 2022年11月13日  | 大渕芽亜里                                   | ユナイテッド                                 | 2時間44分20秒                                |                                              |
| 43    | 2023年11月26日  | 大渕芽亜里                                   | ユナイテッド                                 | 2時間42分17秒                                |                                              |

### 30km男子
| 回 | 日付          | 氏名           | 所属           | 記録           | 備考           |
| -- | ------------- | -------------- | -------------- | -------------- | -------------- |
| 1  | 1981年3月1日  | 渡辺正美       | 岡田タイヤ     | 1時間37分56秒  |                |
| 2  | 1982年3月15日 | 今関清一       | ヤクルト       | 1時間38分58秒  |                |
| 3  | 1983年2月27日 | 長島幸雄       | 日本電気       | 1時間41分26秒  |                |
| 4  | 1984年2月26日 | 泉田俊幸       | 六日町高       | 1時間37分41秒  |                |
| 5  | 1985年2月3日  | 以降は実施せず | 以降は実施せず | 以降は実施せず | 以降は実施せず |

### 30km女子
| 回 | 日付          | 氏名           | 所属           | 記録           | 備考           |
| -- | ------------- | -------------- | -------------- | -------------- | -------------- |
| 1  | 1981年3月1日  | 田島美千子     | 日本電気横浜   | 2時間04分19秒  |                |
| 2  | 1982年3月15日 | 松田千枝       | 資生堂         | 1時間54分52秒  |                |
| 3  | 1983年2月27日 | 松田千枝       | 資生堂         | 1時間55分05秒  |                |
| 4  | 1984年2月26日 | 新野祐子       | 山形           | 2時間03分13秒  |                |
| 5  | 1985年2月3日  | 以降は実施せず | 以降は実施せず | 以降は実施せず | 以降は実施せず |

### 10km男子
| 回 | 日付           | 氏名                                         | 所属                                         | 記録                                         | 備考                                         |
| -- | -------------- | -------------------------------------------- | -------------------------------------------- | -------------------------------------------- | -------------------------------------------- |
| 1  | 1981年3月1日   | 吉田正                                       | 日立電線                                     | 31分8秒                                      |                                              |
| 2  | 1982年3月15日  | 黒沢幸夫                                     | 日立電線                                     | 31分07秒                                     |                                              |
| 3  | 1983年2月27日  | 高橋養次                                     | 日立電線                                     | 31分03秒                                     |                                              |
| 4  | 1984年2月26日  | 丹波利昇                                     | NEC玉川                                      | ??分??秒                                     |                                              |
| 5  | 1985年2月3日   | 篠田明広                                     | 小森印刷                                     | 30分09秒                                     |                                              |
| 6  | 1986年3月16日  | 門田光史                                     | 大宮工高教                                   | 30分04秒                                     |                                              |
| 7  | 1987年2月1日   | 実施せず                                     | 実施せず                                     | 実施せず                                     | 実施せず                                     |
| 8  | 1988年4月29日  | 小川二郎                                     | 関東食糧                                     | 32分26秒                                     |                                              |
| 9  | 1989年11月26日 | リチャード・リー                             | 岡部工務店                                   | 30分33秒                                     |                                              |
| 10 | 1990年11月25日 | 仙内勇                                       | ダイエー                                     | 30分06秒                                     |                                              |
| 11 | 1991年11月24日 | 熊谷勝仁                                     | ダイエー                                     | 30分06秒                                     |                                              |
| 12 | 1992年11月29日 | ステファン・マヤカ                           | 山梨学院大                                   | 29分17秒                                     |                                              |
| 13 | 1993年11月28日 | ステファン・マヤカ                           | 山梨学院大                                   | 29分05秒                                     |                                              |
| 14 | 1994年11月27日 | アロイス・ニジガマ                           | MDI                                          | 28分18秒                                     |                                              |
| 15 | 1995年11月26日 | 山本寛                                       | 東電本店                                     | 31分20秒                                     |                                              |
| 16 | 1996年11月24日 | 弘山勉                                       | 資生堂                                       | 30分30秒                                     |                                              |
| 17 | 1997年11月30日 | アロイス・ニジガマ                           | 日清食品                                     | 28分28秒                                     |                                              |
| 18 | 1998年11月29日 | 千葉信彦                                     | 雪印                                         | 29分49秒                                     |                                              |
| 19 | 1999年11月28日 | デビット・カリウキ                           | 山梨学院大                                   | 29分25秒                                     |                                              |
| 20 | 2000年11月27日 | 平塚潤                                       | エスビー食品                                 | 30分16秒                                     |                                              |
| 21 | 2001年11月25日 | 花田勝彦                                     | エスビー食品                                 | 29分24秒                                     |                                              |
| 22 | 2002年11月24日 | 上山雅之                                     | 愛三工業                                     | 30分00秒                                     |                                              |
| 23 | 2003年11月30日 | 木庭啓                                       | エスビー食品                                 | 29分41秒                                     |                                              |
| 24 | 2004年11月28日 | 早田俊幸                                     | ゲストランナー                               | 30分29秒                                     |                                              |
| 25 | 2005年11月27日 | 加藤裕                                       | 住金プラント                                 | 32分23秒                                     |                                              |
| 26 | 2006年11月26日 | 佐藤信之                                     | トヨタ紡織                                   | 30分38秒                                     |                                              |
| 27 | 2007年11月25日 | メクボ・J・モグス                            | 山梨学院大                                   | 30分55秒                                     |                                              |
| 28 | 2008年11月30日 | 宮川浩太                                     | eA東京                                       | 31分29秒                                     |                                              |
| 29 | 2009年11月22日 | 児玉恵一                                     | 世田谷区                                     | 31分46秒                                     |                                              |
| 30 | 2010年11月28日 | 川又諭                                       | 水戸市                                       | 32分46秒                                     |                                              |
| 31 | 2011年11月27日 | 宮川浩太                                     | eA東京                                       | 31分22秒                                     |                                              |
| 32 | 2012年11月25日 | 鈴木大智                                     | 大東文化大陸上同好会                         | 32分10秒                                     |                                              |
| 33 | 2013年11月24日 | 大滝健司                                     | GAZELLE                                      | 32分07秒                                     |                                              |
| 34 | 2014年11月23日 | 伏木蒼太郎                                   | 筑波陸上同好会                               | 31分44秒                                     |                                              |
| 35 | 2015年11月22日 | 杉村純                                       | ラフィネ                                     | 31分35秒                                     |                                              |
| 36 | 2016年11月20日 | 藤松利之                                     | CREST                                        | 31分35秒                                     |                                              |
| 37 | 2017年11月26日 | 宍倉康浩                                     | 筑波大陸上同好会                             | 32分43秒                                     |                                              |
| 38 | 2018年11月25日 | 小畠翼                                       | 法政大3年                                    | 31分45秒                                     |                                              |
| 39 | 2019年11月24日 | 東達志                                       | 筑波大陸上同好会                             | 32分43秒                                     | 大学院生                                     |
| 40 | 2020年         | 新型コロナウイルス感染症の影響により実施せず | 新型コロナウイルス感染症の影響により実施せず | 新型コロナウイルス感染症の影響により実施せず | 新型コロナウイルス感染症の影響により実施せず |
| 41 | 2021年         | 新型コロナウイルス感染症の影響により実施せず | 新型コロナウイルス感染症の影響により実施せず | 新型コロナウイルス感染症の影響により実施せず | 新型コロナウイルス感染症の影響により実施せず |
| 42 | 2022年11月13日 | 齋藤寛峻                                     | KEK                                          | 31分03秒                                     |                                              |
| 43 | 2023年11月26日 | 茂原大悟                                     | 群馬UAC                                      | 31分05秒                                     |                                              |

### 10km女子
| 回 | 日付           | 氏名                                         | 所属                                         | 記録                                         | 備考                                         |
| -- | -------------- | -------------------------------------------- | -------------------------------------------- | -------------------------------------------- | -------------------------------------------- |
| 1  | 1981年3月1日   | 栂尾久子                                     | 東女体大                                     | 37分45秒                                     |                                              |
| 2  | 1982年3月15日  | 志村和子                                     | 日本ビクター                                 | 42分58秒                                     | 一般の部                                     |
| 2  | 1982年3月15日  | 横須賀久乃                                   | 水戸三高                                     | 36分50秒                                     | 高校の部                                     |
| 3  | 1983年2月27日  | 稲沢見矢子                                   | 筑波大                                       | 38分51秒                                     |                                              |
| 4  | 1984年2月26日  | 松田千枝                                     | 資生堂                                       | ??分??秒                                     |                                              |
| 5  | 1985年2月3日   | 寺越さおり                                   | 八千代松陰高                                 | 34分59秒                                     |                                              |
| 6  | 1986年3月16日  | 水町和江                                     | とらばーゆRC                                 | 39分19秒                                     | 一般の部                                     |
| 6  | 1986年3月16日  | 立原立子                                     | 太田二高                                     | 37分22秒                                     | 高校の部                                     |
| 7  | 1987年2月1日   | 実施せず                                     | 実施せず                                     | 実施せず                                     | 実施せず                                     |
| 8  | 1988年4月29日  | 田畑章子                                     | 杉並区役所                                   | 40分45秒                                     |                                              |
| 9  | 1989年11月26日 | スー・リー                                   | 岡部工務店                                   | 33分48秒                                     |                                              |
| 10 | 1990年11月25日 | 谷川真理                                     | 資生堂                                       | 33分40秒                                     |                                              |
| 11 | 1991年11月24日 | 王秀霞                                       | 岡部工務店                                   | ??分??秒                                     |                                              |
| 12 | 1992年11月29日 | 川島晶子                                     | 東農大                                       | 34分01秒                                     |                                              |
| 13 | 1993年11月28日 | 野村洋子                                     | 資生堂                                       | 33分19秒                                     |                                              |
| 14 | 1994年11月27日 | 寺内多恵子                                   | 資生堂                                       | 34分17秒                                     |                                              |
| 15 | 1995年11月26日 | 宮崎聖子                                     | 世田谷区役所                                 | 38分13秒                                     |                                              |
| 16 | 1996年11月24日 | 山内美根子                                   | 資生堂                                       | 33分04秒                                     |                                              |
| 17 | 1997年11月30日 | 長谷川敦子                                   | 千葉陸協                                     | 34分54秒                                     |                                              |
| 18 | 1998年11月29日 | 吉田きぬ代                                   | 第一生命                                     | 34分09秒                                     |                                              |
| 19 | 1999年11月28日 | 庭田清美                                     | シャクリー                                   | 36分59秒                                     |                                              |
| 20 | 2000年11月27日 | 弘山晴美                                     | 資生堂                                       | 33分25秒                                     |                                              |
| 21 | 2001年11月25日 | 弘山晴美                                     | 資生堂                                       | 32分28秒                                     |                                              |
| 22 | 2002年11月24日 | エスタ・ワンジロ                             | 資生堂                                       | 32分58秒                                     |                                              |
| 23 | 2003年11月30日 | 川口綾香                                     | 高岡法科大                                   | 34分42秒                                     |                                              |
| 24 | 2004年11月28日 | 藤本絵美                                     | 招待選手                                     | 35分51秒                                     |                                              |
| 25 | 2005年11月27日 | 西川深雪                                     | 資生堂                                       | 36分02秒                                     |                                              |
| 26 | 2006年11月26日 | 石井幸枝                                     | 日立多賀                                     | 36分59秒                                     |                                              |
| 27 | 2007年11月25日 | 萩原梨咲                                     | 第一生命                                     | 35分47秒                                     |                                              |
| 28 | 2008年11月30日 | オンゴリ・フィレス・モラー                   | ケニア                                       | 31分33秒                                     |                                              |
| 29 | 2009年11月22日 | 加納由理                                     | セカンドウィンドAC                           | 35分16秒                                     |                                              |
| 30 | 2010年11月28日 | 萩原梨咲                                     | セカンドウィンドAC                           | 35分16秒                                     |                                              |
| 31 | 2011年11月27日 | 前田さやか                                   | セカンドウィンドAC                           | 34分03秒                                     | ゲストランナー                               |
| 32 | 2012年11月25日 | 松本恭子                                     | 千葉県                                       | 37分24秒                                     |                                              |
| 33 | 2013年11月24日 | 嶋原清子                                     | セカンドウィンドAC                           | 36分36秒                                     | ゲストランナー                               |
| 34 | 2014年11月23日 | 内海あや                                     | 東京農大                                     | 35分55秒                                     | 八千代町                                     |
| 35 | 2015年11月22日 | 吉川侑美                                     | 資生堂                                       | 34分20秒                                     |                                              |
| 36 | 2016年11月20日 | 伊豫田歩                                     | 土浦市                                       | 39分54秒                                     |                                              |
| 37 | 2017年11月26日 | 竹之内典子                                   | ライザップ                                   | 39分17秒                                     |                                              |
| 38 | 2018年11月25日 | 吉田香織                                     | TEAM R×L                                     | 34分05秒                                     |                                              |
| 39 | 2019年11月24日 | 舛田果那                                     | stylish                                      | 37分09秒                                     |                                              |
| 40 | 2020年         | 新型コロナウイルス感染症の影響により実施せず | 新型コロナウイルス感染症の影響により実施せず | 新型コロナウイルス感染症の影響により実施せず | 新型コロナウイルス感染症の影響により実施せず |
| 41 | 2021年         | 新型コロナウイルス感染症の影響により実施せず | 新型コロナウイルス感染症の影響により実施せず | 新型コロナウイルス感染症の影響により実施せず | 新型コロナウイルス感染症の影響により実施せず |
| 42 | 2022年11月13日 | 黒﨑萌乃香                                   | 東京陸協                                     | 37分59秒                                     |                                              |
| 43 | 2023年11月26日 | 平賀祥子                                     | 明治屋                                       | 38分20秒                                     |                                              |

### 5km男子
| 回 | 日付          | 氏名           | 所属           | 記録           | 備考           |
| -- | ------------- | -------------- | -------------- | -------------- | -------------- |
| 1  | 1981年3月1日  | 田中隆之       | 日本電気三田   | 15分32秒       |                |
| 2  | 1982年3月15日 | 幸保雅信       | 波崎一中       | 16分19秒       | 中学の部       |
| 3  | 1983年2月27日 | 飯田秀夫       | 真壁桜川中     | 17分05秒       | 中学の部       |
| 4  | 1984年2月26日 | 田中隆之       | 牛久走友会     | ??分??秒       |                |
| 5  | 1985年2月3日  | 内藤篤史       | 足柄上陸協     | 15分12秒       |                |
| 6  | 1986年3月16日 | 鰐淵淳         | セイコー電子   | 16分25秒       | 50歳以上の部   |
| 6  | 1986年3月16日 | 早乙女将       | 栃木東中       | 16分19秒       | 中学の部       |
| 7  | 1987年2月1日  | 村上裕英       | 栃木皮革       | 16分19秒       | 50歳以上の部   |
| 7  | 1987年2月1日  | 森山和幸       | 柏市立手賀中   | 15分48秒       | 中学の部       |
| 8  | 1988年4月29日 | 以降は実施せず | 以降は実施せず | 以降は実施せず | 以降は実施せず |

### 5km女子
| 回 | 日付          | 氏名           | 所属           | 記録           | 備考           |
| -- | ------------- | -------------- | -------------- | -------------- | -------------- |
| 1  | 1981年3月1日  | 菊地正子       | 日立市         | 23分16秒       |                |
| 2  | 1982年3月15日 | 塚田千代子     | 桜中           | 19分22秒       | 中学の部       |
| 3  | 1983年2月27日 | 高梨久美子     | 勝田台中       | 19分15秒       | 中学の部       |
| 4  | 1984年2月26日 | 吉田千枝子     | 牛久走友会     | ??分??秒       |                |
| 5  | 1985年2月3日  | 中島美智子     | 日立二高       | 20分00秒       | 一般の部       |
| 5  | 1985年2月3日  | 井手雅子       | 茨城城南AC     | 19分48秒       | 40歳以上の部   |
| 5  | 1985年2月3日  | 鈴木智香子     | 結城中         | 18分01秒       | 中学の部       |
| 6  | 1986年3月16日 | 桑名京子       | 茨城笠松ク     | 19分27秒       | 40歳以上の部   |
| 6  | 1986年3月16日 | 田村優紀       | 太田市立南中   | 18分19秒       | 中学の部       |
| 7  | 1987年2月1日  | 井手雅子       | 茨城城南AC     | 19分28秒       | 40歳以上の部   |
| 7  | 1987年2月1日  | 田村優紀       | 東京成徳中     | 17分14秒       | 中学の部       |
| 8  | 1988年4月29日 | 以降は実施せず | 以降は実施せず | 以降は実施せず | 以降は実施せず |

## 開催時の状況等

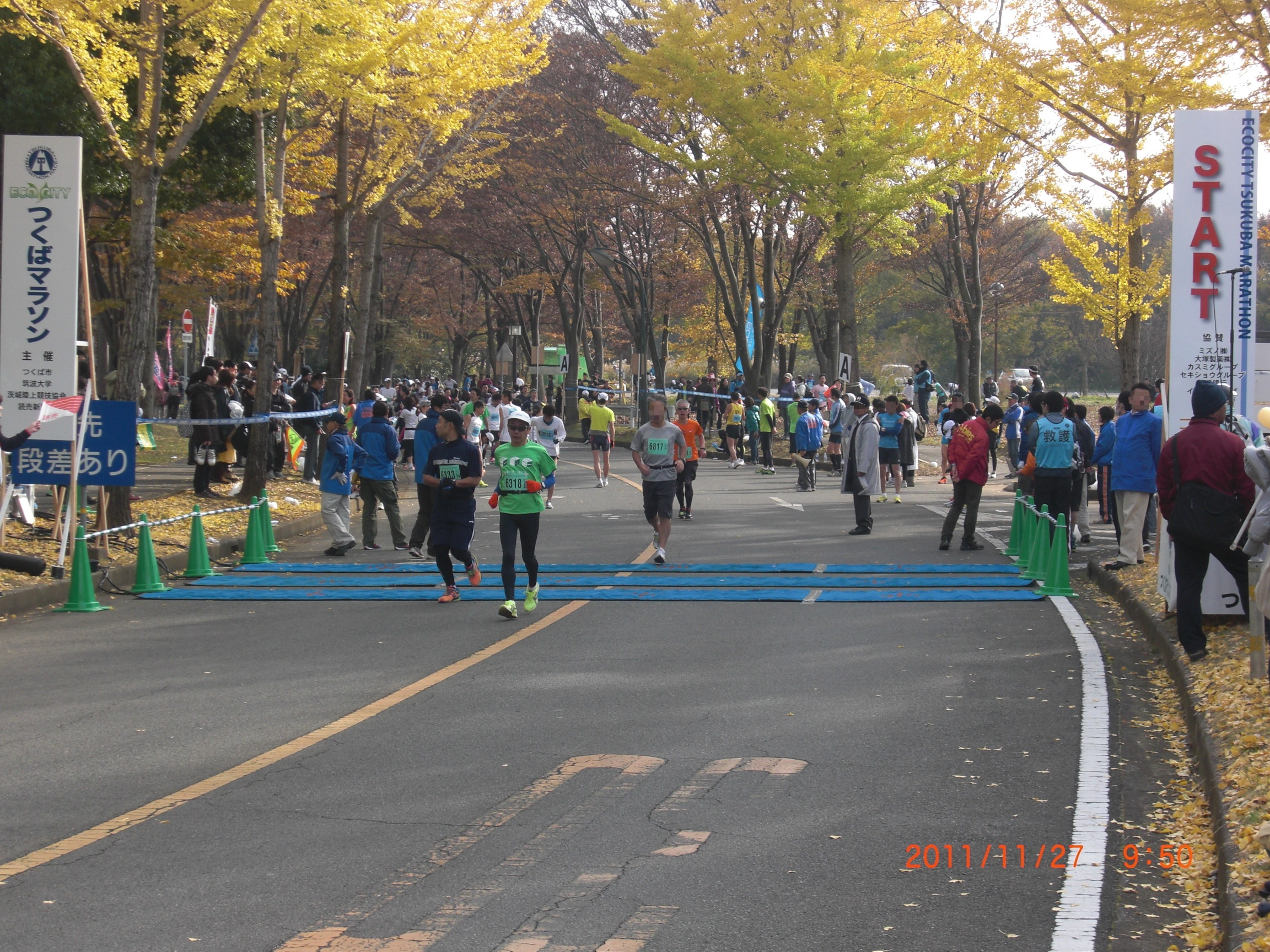
スタート号砲から20分後の様子。まだスタートラインに達していない選手がいる。

### コース・記録
スタート時の並び順に関して、記録が公認される陸連登録者と非登録者との区分けが十分でなく、大学構内を出るまで選手の渋滞が続く。第25回（2005年）大会では、すべての選手がスタートラインを通過するのに約7分もかかったという。このため、号砲からゴールまでの所要時間である「記録」と、選手がスタートラインに達してからゴールまでの所要時間である「ネットタイム」の2つのタイムが完走証に記載される。これらの対策として、第35回（2015年）大会で、出場者を3グループに分け、グループごとに10分おきの時間差でスタートする「ウェーブスタート」が試行された。この対策により各グループの最後尾がスタートラインを通過するのに5 - 6分となった。
公称6時間制限でありながら、4時間半を経過すると歩道を走らねばならず、信号で足止めとなることもある。これについて「ツヤ消しだ」、「姑息」などの声がある。
区間の途中に片側2車線の道路があるが、ロードコーンを挟んでランナーと自動車が並走する区間があり、レースの安全性に問題があると指摘されている。

### 極めて多い出場者
2005年のつくばエクスプレス（TX）開通に伴って出場者数が増加し、各地で混雑が発生する。TXのつくば駅は8時頃にラッシュを迎え、同研究学園駅とJRの土浦駅から運行される臨時シャトルバスの混雑や事前予約制の駐車場（有料）の渋滞が発生している。また、会場の更衣室・手荷物預かり・トイレの混雑も甚だしい。

### マナー違反
主催者側からの指摘としてランナーのマナー違反が挙げられ、立ち小便、痰や唾を吐く、ボランティアへの暴言の3つが、悪質なマナー違反ワースト3として大会プログラム裏表紙で言及されている。

### 自由科目「つくばマラソン」
主催者の1団体である筑波大学は、自由科目（いわゆる一般教養に相当する科目）として「つくばマラソン」という1単位の科目を開講している。1992年（平成4年）に筑波大学体育センターが「つくばマラソン参加を目標とした科目」として新設し、当初は「フルマラソンを走って1単位」という過酷な授業に参加する者はいるのだろうか、と教員は不安を抱いていたが、2007年（平成19年）度までに1,000名を超す受講者を集めている。開講当初は学生だけでなく教職員の受講も認めていたが、1994年（平成6年）からは学生（大学院生を含む）のみ履修可能とした。
授業は、マラソンの基礎知識などの座学による「講義」と、ランニングトレーニングを行う「実技」から成っているが、やや実技を重視したカリキュラムになっている。実技では、初めに12分間走を実施して各人の能力別にA - Dの班に分け、班別に課題を設定してつくばマラソンに向けたトレーニングを行う。参加者は特別な運動経験を持った人物というよりは、いわゆる「普通の大学生」がほとんどであり、彼らは「マラソンを走ってみたい」・「練習の目標・動機付けとしたい」という理由でこの科目を選択している。学生の特徴として、3・4年次生や大学院生といった上級生の比率が高いということ、男子の比率が高いことが挙げられる。
この科目の最終目標は「つくばマラソンへの出場」であるが、つくばマラソンへの参加が単位取得の必須条件とはなっていない。ただし、開講初年度の1992年の受講者53名のうち、フルマラソンに42名（1人は途中棄権）、10kmに8名、計50名が出場しているほか、他の年度も同様の高い出場率を保っている。また、マラソン出場者にアンケートやレポートで完走して得たものを尋ねたところ、「達成感や自信」よりも「仲間・他者の存在」である、という結果が得られた。また、この科目の担当教員である鍋倉賢治は、学生の自己効力感はレース直前から高まっており、たとえ完走できなかったとしても低下していない、と記している。
2005年（平成17年）からは、地域住民向けのマラソン講座（クラブ）も開講している。この講座の運営に当たっては、自由科目「つくばマラソン」を受講したOBやOGがスタッフとして参加している。参加者は、つくば市・茨城県を始め近隣の県からさまざまな背景を持った老若男女が集まってきている。

### 「マラソンを科学する」

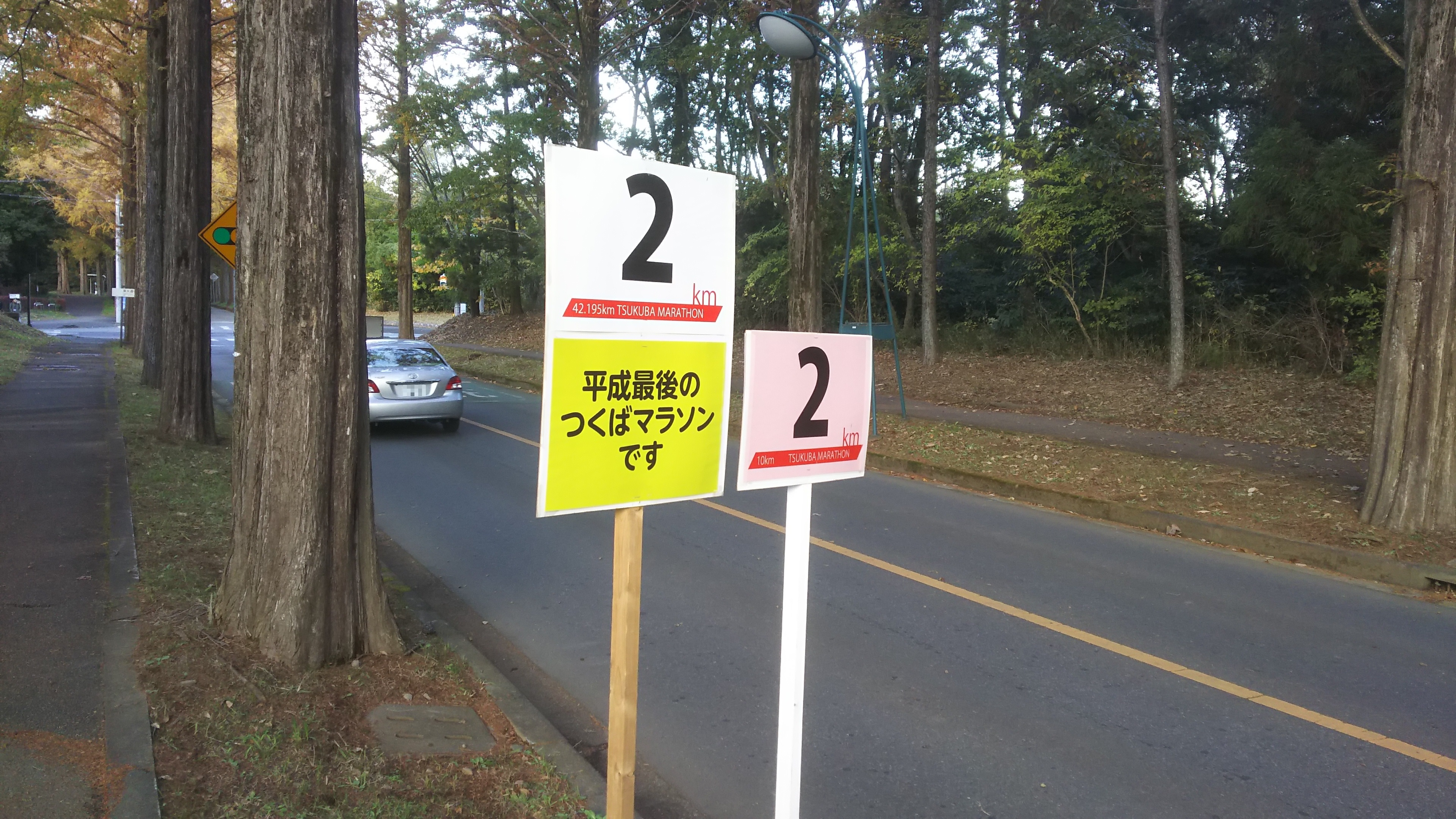
色彩計画が施された距離表示看板（スタートから2km地点、第38回〔2018年〕）

第35回（2015年）よりフルマラソンの出場者を記録順にグループ分けし、スタート時間をずらすことで混雑緩和を図る「ウェーブスタート」を導入するなど、マラソンに科学的知見を導入して大会の改善を行っている。2017年（平成29年）には筑波大学の体育系の准教授とカシオ計算機の共同研究で、選手100人にウェアラブルセンサーを装着してもらい、ランニング中のパフォーマンスの分析が行われた。
給水所で振る舞われる軽食は栄養学の観点からバランスの良いものを厳選し、配布する際のサイズもランナーの意見を取り入れて改良している。また距離表示や給水所の看板にはランナーの心理を考慮した色彩計画が導入されている。